# Jan Jessenius
Jan Jesenski (), s pollatinskim vzdevkom Jessenius, (nemško Johannes Jessenius, madžarsko Jeszenszky János, slovaško Ján Jesenský) slovaški zdravnik, politik in filozof, * 27. december 1566, Vroclav, Šlezija, † 21. junij 1621, Praga, Češka.

## Življenjepis

### Zgodnje življenje in izobrazba
Jan Jesenski - Jessenius se je rodil v šlezijskem Vroclavu v staro plemiško rodbino Jesenskih, ki je imela korenine v slovaškem mestu Turčianske Jaseno. Njegov oče Baltazar Jesenski de Nagyjeszen se je zaradi turške nevarnosti na zgornjem Ogrskem odselil iz Turieške županije in se leta 1555 naselil v Šleziji ter se poročil z Vroclavčanko Marto Schüler, ki je izhajala iz premožne nemške meščanske družine. Jan Jesenski se je sam označeval za ogrskega viteza (eques Ungarus), imel pa je slovaške, poljske ali nemške korenine.
Jessenius v rodnem Vroclavu obiskoval Elizabetino gimnazijo. Od leta 1583 se je izobraževal Wittenberško univerzo, kjer je študiral filozofijo in medicino, kasneje pa je študij od leta 1585 nadaljeval na Univerzi v Leipzigu in od leta 1585 še na Univerzi v Padovi. Jessenius je z delom O bolezni žolčnika po tridnevni vročini leta 1591 postal doktor medicine in prejel doktorat iz filozofije za delo O pravici ljudstva do odpora proti tiranom, ki je bil priznan le na univerzi v Pragi, saj nekatolik ni doktoriral neposredno na padovanski univerzi, ampak ga je na priporočilo svojih profesorjev v Pragi razglasil za doktorja filozofije in medicine cesarski veliki almožnik Jacob Chimarraus saj katoliška univerza v Padovi ni hotela priznati doktorata evangeličanu.

### Poslovna kariera
Jesseniusovo najpomembnejše filozofsko delo je bilo Zoroaster (1593), delo univerzalne filozofije, ki je poskušalo obnoviti izgubljeno modrost starodavnih ljudstev. Po študiju je Jessenius kratek čas delal kot zdravnik v rodnem Vroclavu.
Leta 1594 je bil imenovan za profesorja kirurgije in nato anatomije na univerzi v Wittenbergu, vendar pa je prevzem profesure anatomije po smrti prejšnjega nosilca, Hieronymusa Niemanna, leta 1594 povzročil konflikte. Univerza v Wittenbergu, ki jo je zastopal njen rektor, je protestirala proti Jesseniusovemu imenovanju in dvomila o njegovem doktoratu, ki ga je pridobil v Padovi. Dali so prednost svojim kandidatom, med drugim izkušenemu Martinu Biermannu ter mlajšima zdravnikoma Bartholomäusom Hieroviusom in Casparjem Keilhammerjem. Tri leta kasneje je postal dekan medicinske fakultete in nazadnje rektor celotne univerze. V času svojega mandata je močno dvignil standard Wittenberške medicinske fakultete. Tu je napisal nekaj svojih prvih del in pod njegovim vodstvom je bilo napisanih več dragocenih disertacij. Jessenius je bil zelo ambiciozen in sta ga poleg filozofije in medicine zanimala tudi javno življenje in literatura.
Kljub odporu univerze je saški vojvoda Friderik Viljem 14. januarja 1594 imenoval Jessenija za domačega osebnega zdravnika zase in za svoje varovance, vključno s poznejšim volilnim knezom Kristijanom II. Poleg svoje plače v Wittenbergu je Jessenius prejel dodatnih 150 florintov v štirih obrokih, ter živila, ne samo na dvoru, ampak tudi med obiskovanjem bolnikov. 14. januarja 1595 se je Jessenius v Vroclavu poročil z Marijo Fels, sestro svojega prijatelja iz študija v Leipzigu in hčerko matičarja Adama Felsa. V Wittenbergu je Jessenius več mesecev gostil astronoma Tycha Braheja, ki je postal njegov dober prijatelj.
V naslednjih letih je Jessenius izvedel številna seciranja, ki so jih teologi kritizirali. Zlasti teolog Aegidius Hunnius je leta 1599 nasprotoval javnemu seciranju ženske, usmrčene v Schmiedebergu. Hunnius je bil zaskrbljen, da bi takšna seciranja lahko spodkopala disciplino in red«, še posebej, če bi žensko telo po usmrtitvi javno pregledali in razrezali. Hunnius je tudi trdil, da javno razstavljanje in seciranje trupla posmrtno obglavljene osebe krši njihovo dostojanstvo. Vendar pa je opazil manj pomislekov glede dostojanstva obešenih, saj je domneval, da samo dejanje obešenja ne predstavlja celotne kazni. Jessenius je zagovarjal znanstveno nujnost seciranja obeh spolov v polemiki, ki jo je objavil v začetku 17. stoletja.
V začetku leta 1600 se je Jessenius zaradi dednih sporov po očetovi smrti odselil in od 8. do 12. junija 1600 obiskal Prago, kjer je od istega leta naprej predaval na Karlovi univerzi, kasneje pa je bil njen rektor. V Rečkinem kolegiju je opravil prvo javno obdukcijo na Češkem na truplu obsojenega obešenca. Jessenius je kasneje predavanje o obdukciji objavil v tisku v 9 predavanjih pod naslovom Anatomiae Pragae anno MDC abs se solenniter administratae historia. S tem je pomembno prispeval k razvoju anatomije. Obdukcija je bila sprejeta zelo sporno. Strokovna javnost je bila navdušena, laična javnost pa je to obsodila. Jiří Kezelius Bydžovský ga je v svoji Kroniki Mlade Boleslave opisal kot človeka, ki "je razčetveril ljudi in bil na koncu razčetverjen tudi sam." Jessenius je objavil delo o obdukciji v Wittenbergu z naslovom Johannis Jessenii a Jessen, Anatomiae Pragae, Anno MDC ab se solemniter administratae historia (Potek obdukcije, ki jo je leta 1600 slovesno opravil Jan Jesenský iz Jasena v Pragi). Tej anatomiji je sledil leta 1601 z delom De ossibus tractatus (Traktat o kosteh), ki je skupaj z delom Kirurški nauk eden od vrhuncev njegove publicistične dejavnosti.
Leta 1601 sta se z ženo preselila v Prago. Tu je delal v Loudovem kolegiju in se hkrati zaman trudil postati eden od cesarjevih osebnih zdravnikov. Vzdrževal je številne stike tako na dvoru kot na praški akademiji. Istega leta je imel pogrebni govor za cesarjevim dvornim matematikom Tychom Brahejem, ki je prezgodaj umrl v nepojasnjenih okoliščinah. Leta 1602 je ponovno prišel v Prago in sicer na osebno željo cesarja Rudolfa II., pri katerem je služboval kot dvorni učenjak in medicinski svetovalec, hkrati pa tudi kot osebni zdravnik. Jessenius je tedaj pridobil tudi nove stike s češkim plemstvom, na primer s Karlom Žerotínskim Starejšim, in objavil veliko znanstvenih del in spisov.
V letih 1604-1605 je kot del svojega poučevanja izvajal nadaljnje anatomske disekcije za študente in objavil številne znanstvene in medicinske spise. Več zvezkov je podaril Karolinski knjižnici. Močno se je začel zanimati tudi za politiko, nezadovoljen s podporo Rudolfa II. protireformacijskem pohodu proti evangeličanom. Leta 1608 je Jessenius zapustil Prago in kot osebni zdravnik vstopil v službo brata Rudolfa II., Matije, ogrskega kralja in bodočega cesarja. Pri njem je na Dunaju ostal v službi do leta 1612. Julija 1609 se je med bivanjem v Rostocku vpisal na tamkajšnjo univerzo.

### Politično udejstvovanje
S službo pri Matiju je Jessenius prekinil po njegovem nastopu na cesarski prestol leta 1612, ko se je slednji vrnil k stari protireformacijski politiki, sam pa se je postavil na stran čeških stanov. Istega leta mu je med obiskom Ogrske umrla žena.
Leta 1617 se je Jessenius še tretjič vrnil v Prago in postal rektor univerze, leto kasneje pa je postal profesor zgodovine. Zavzemal se je za to, da bi akademijo, ki je od husitske revolucije obstajala le v senčni obliki, znova razširil v pravo univerzo.
Med letom 1608, ko je zapustil Prago, in letom 1617, ko se je vrnil, je Jessenius pogosto potoval. Najpogosteje na Ogrskem in po nemških mestih, kjer je objavljal nova dela in ponovne izdaje starih.
Po več obiskih v Pragi se je leta 1617 dokončno vrnil z nezakonsko hčerko. Tedaj je bil spor med protestantsko stanovsko opozicijo in katoliškim cesarskim centralizmom v srednji Evropi na vrhuncu. Zaradi svoje protestantske usmerjenosti, slovesa in političnih izkušenj je bil Jessenius 16. oktobra 1617 izvoljen za rektorja Karolinuma, ki je bil takrat pod upravo protestantskih stanov. Kot vodja univerze, tesno povezane s stanovsko opozicijsko politiko, je postal tudi ena vodilnih osebnosti kasnejšega protihabsburškega upora.
Imenovanje Jesseniusa za rektorja je bil predvsem politični dogodek, Jessenius sam pa se je v naslednjih dveh letih posvetil predvsem diplomatskim dejavnostim. Junija 1618, po praški defenestraciji, v kateri ni neposredno sodeloval, mu je bila zaupana diplomatska misija v zboru ogrskih stanov, kjer naj bi vplival na njihovo odločitev, da Ferdinanda Habsburškega ne izvolijo na ogrski prestol, vendar je prišel prepozno, saj je bil Ferdinand že izvoljen. Nato so ga aretirali v Bratislavi in odpeljali na Dunaj, kjer so ga zasliševali. Decembra istega leta so ga izpustili v zameno za dva habsburška ujetnika. Obstaja legenda, da je pred izpustitvijo na steno svoje zaporniške celice napisal napis IMMMM. Ferdinand je to razložil kot Imperator Mathias Mense Martio Morietur (latinsko "Cesar Matija bo umrl v mesecu marcu", kar se je leto kasneje zares zgodilo), hkrati pa naj bi zapisal še eno prerokbo: Iesseni, Mentiris, Mala Morte Morieris ("Jessenius, lažeš, umrl boš strašno"). Po izpustitvi se je vrnil na rektorsko mesto v Prago, kjer je leta 1619 objavil radikalna protihabsburška dela.
Zadnji dve leti svojega življenja se je Jessenius posvetil univerzitetnemu življenju in delu kot rektor. Leta 1619 je Jessenius na generalni zbor čeških dežel, zbran v Pragi, naslovil memorandum o obnovi Karlove univerze. Istega leta je stopil tudi v službo novoizvoljenega češkega kralja Friderika Pfalškega, jeseni 1619. Maja 1620 je bil član češke delegacije na ogrskem zboru v Banski Bistrici. Iz osebnih razlogov se je oktobra 1620 odpovedal rektorstvu.

### Smrt
Po bitki na Beli gori in zadušitvi stanovskega upora je bil Jessenius kot ena od vodilnih osebnosti upora obtožen razžalitve veličanstva. Po cesarjevem ukazu ga je Karel I. Lihtenštajnski 1. decembra 1620 aretiral. 21. junija 1621, med znamenito usmrtitvijo 27 čeških gospodov na Staromestnem trgu, je Jesenskega doletela ena najstrožjih kazni, ker se je z jezikom pregrešil proti cesarju. Slavni praški krvnik Jan Mydlář mu je najprej odrezal jezik in ga nato obglavil. Po usmrtitvi so njegovo truplo odpeljali v Horsko bráno (danes Hybernská ulica proti Kutni Gori), kjer so ga razčetverili in nabili na kolo. Njegova glava s koščkom jezika je bila skupaj z glavami enajstih drugih čeških gospodov deset let v svarilo razobešena na tribuni Staromestnega mestnega stolpa, pozneje leta 1631 so jih prenesli v Týnsko cerkev, nato pa so jo skrivaj odstranili in zakopali neznano kje. Današnje nahajališče posmrtnih ostankov Jana Jesenskega - Jesseniusa ni znano.
Jesseniusovo hčer je po njegovi smrti v skrbništvo vzel mojster David Lippach, pridigar pri sv. Salvatorju.

## Dela
- De mithridatio et theriaca Disputatio. His annexi Iani Matthaei Durastantis De Aceto Scillino Atque Aloe Medicamentis Valetudini tuendae, vitæ proprogandæ singularibus, Tractatus Duo. Nec Non Nicolai Curtii... De Medicamentis lenientibus, præparantibus & purgantibus Wittenberg (Stephanus Marcellus Austrius) 1598. Ponatis 1614 (digitalna različica).
- Anatomiae Pragae Anno M. D. C. abs se solenniter administratae historia. Accessit eiusdem de ossibus tractatus. Seuberlich, Wittenberg 1601 (digitalna različica).
- De ossibus tractatus. Wite[n]bergae 1601. ISBN 80-246-0922-3.
- De vita et morte Tychonis Brahei oratio funebris. Pragae 1601.
- Institutiones Chirurgicae quibus universa manu medendi ratio ostenditur. Wite[n]bergae 1601. (s prispevki: Melchior Ioestelius, Adam Theodor Siberus, Daniel Sennert, Ambrosius Gertnerus in Jacob Typotius).
- De anima et corpore universi. Prag 1605 (digitalna različica).
- De generationis et vitae humanae periodis tractatus duo. Lehmann, Wittenberg 1602.
- Divorum imperatorum … Ferdinandi I. et Maximiliani II. progenies augusta. Francofurtum 1613.
- Matthiae Austriaci coronatio in regem Hungariae. Hannover 1613.
- De sanguine vena secta demisso judicium. Daniel Sedesanus [Sedlčanský], Prag 1618.
- Ad Regni Boemiae, Simulque Coniunctarum, Faederatarum Provinciarum, Marchionatus Moraviae, Ducatus Silesiae, & Marchionatus Lusatiae, Inclitos Ordines: De Restauranda Antiquissima Pragensi Academia, Rectoris Jessenii … Exhortatio. Congregatis Pragae, Mense Augusto, Anni MDCXIX. exhibita. (= deutsch: An deß Königreichs Böheimb/ unnd derselben incorporirten Landen/ alß Marggraffthumbs Mährern/ Hertzogthumbs Schlesien/ Marggraffsthumbs Laußnitzs/ löbliche Stände, wegen erneuerung/ der Uhralten Pragrischen Universitet, vermanung/ Von deroselben Rectorn Doct. Jessenio, neben seinen Collegen, bey derer versammlung, zu Prag, im August Monat, deß 1619. Jahr/ ubergeben.) Pragae 1619.
- Legationis in regiis Ungaror. comitiis proximis, nomine evangelicorum regni Boemiae ordinum, a Jessenio … obitae, Renunciatio. Pragae 1619.
- Oratio parresiastica, qua auxilia a rege et ordinibus Ungariae petuntur, habita Neo-Solii in comitiis. Saragossa 1621.

## Zapuščina

### Komemoracija
- Jessenius je bil ob 450. obletnici rojstva (2016) počaščen s poštno znamko, ki so jo skupaj izdale Madžarska, Češka, Poljska in Slovaška.[23]

### Poimenovanja
- Po Jesseniusu je poimenovana častna plaketa Slovaške akademije znanosti za zasluge v medicinskih vedah.
- Po njem je poimenovan planet 11830 Jessenius, katerega je 2. maja 1984 odkril češki astronom Antonín Mrkos.
- Po njem se imenuje vlak EC Jan Jesenius express na progi Praga - Bratislava - Budimpešta.
- Jesseniusova medicinska fakulteta Univerze Komenskega, ki se nahaja v Martinu, je poimenovana po njem.
- Ime Jesenskega je bilo postavljeno pod okna Narodnega muzeja v Pragi skupaj z mnogimi drugimi.

### Televizija
- Leta 1983 je češkoslovaška televizija posnela petdelno televizijsko nadaljevanko o Janu Jesenskem z naslovom Lekár umierajúceho času (Zdravnik umirajočega časa). Naslovno vlogo je odigral Petr Čepek.

- Leta 2019 je bil Jesenski v anketi RTVS Največji Slovak uvrščen na 32. mesto.[24]